# 新月半鱨
新月半鱨，為輻鰭魚綱鯰形目鱨科的其中一種，為熱帶淡水魚類，分布於亞洲恆河、雅魯藏布江、馬哈維里河與戈達瓦裡河流域，體長可達45公分，棲息在溪流、池塘的底層水域，生活習性不明。

## 扩展阅读
維基物種上的相關：新月半鱨